# Silvana Tirinzoni
Silvana Petra Tirinzoni (Dielsdorf, 25 de junio de 1979) es una deportista suiza que compite en curling.
Ganó seis medallas en el Campeonato Mundial de Curling entre los años 2019 y 2025, y cinco medallas en el Campeonato Europeo de Curling entre los años 2018 y 2024.
Participó en dos Juegos Olímpicos de Invierno, ocupando el séptimo lugar en Pyeongchang 2018 y el cuarto en Pekín 2022, en la prueba femenina.

## Palmarés internacional
| Campeonato Mundial | Campeonato Mundial        | Campeonato Mundial | Campeonato Mundial |
| Año                | Lugar                     | Medalla            | Prueba             |
| ------------------ | ------------------------- | ------------------ | ------------------ |
| 2019               | Silkeborg (Dinamarca)     | Medalla de oro     | Equipo             |
| 2021               | Calgary (Canadá)          | Medalla de oro     | Equipo             |
| 2022               | Prince George (Canadá)    | Medalla de oro     | Equipo             |
| 2023               | Sandviken (Suecia)        | Medalla de oro     | Equipo             |
| 2024               | Sydney (Canadá)           | Medalla de plata   | Equipo             |
| 2025               | Uijeongbu (Corea del Sur) | Medalla de plata   | Equipo             |
| Campeonato Europeo |                           |                    |                    |
| Año                | Lugar                     | Medalla            | Prueba             |
| 2018               | Tallin (Estonia)          | Medalla de plata   | Equipo             |
| 2019               | Helsingborg (Suecia)      | Medalla de bronce  | Equipo             |
| 2022               | Östersund (Suecia)        | Medalla de plata   | Equipo             |
| 2023               | Aberdeen (Reino Unido)    | Medalla de oro     | Equipo             |
| 2024               | Lohja (Finlandia)         | Medalla de oro     | Equipo             |